# Cerro al Volturno
Cerro al Volturno es una localidad y comune italiana de la provincia de Isernia, región de Molise, con 1 429 habitantes.

## Evolución demográfica
| Gráfica de evolución demográfica de Cerro al Volturno entre 1861 y 2001 |
|                                                                         |
| Fuente ISTAT - elaboración gráfica de Wikipedia                         |